# Difterični toksin
Difterični toksin je egzotoksin kojeg stvara bakterija Corynebacterium diphtheriae uzročnik bolesti difterije. 
Difterični toksin je jednostruki polipeptidni lanac koji se sastoji od 535 aminokiselina. Toksin se sastoji od dvije podjedinici povezane disulfidnom vezom. Vezanje jedne podjedinice (B podjedinice) na stanični recptor, dolazi od cijepanja proteina, i druga (A podjedinici) ulazi endocitozom u stanicu, gdje katalizira reakciju kojom dolazi do inhibicije RNK translacije i posljedično do smrti stanice.
Difterični toksin je otkrio 1890.g. Emil Adolf von Behring.
Letalna doza za odraslog čovjeka je 13 μg/kg tjelesne težine.